# Merakpa
Le Merakpa est une race de yack originaire du Bhoutan. C'est l'une des deux seules races présentes dans ce pays avec le Haapa.

## Origine et distribution
Les yacks du Bhoutan descendent d'animaux venus du Tibet. Ils sont présents dans neuf des vingt districts du Bhoutan. Le Merakpa se trouve dans l'est du pays, plus particulièrement dans le district de Trashigang. En anglais, il est cité sous le nom Eastern yak (« yack oriental », « yack de l'est »). Le Haapa se trouve dans l'ouest et le centre du pays.

## Description
Le Merakpa est plus petit et léger que le Haapa. Le mâle atteint 128 cm au garrot et pèse jusqu'à 323 kg. La femelle légèrement plus petite, mesure 113 cm pour un poids de 239 kg. La couleur de pelage la plus courante est le noir (73 %) mais des animaux pies (noir et blanc, brun et blanc) sont aussi visibles. Les animaux entièrement blancs ne représentent que 5 % du cheptel. Les yacks du Bhoutan portent des cornes ; près de 17 % des Merakpas en sont dépourvus.

## Élevage et production
L'élevage du Merakpa est proche de celui du Haapa. La période de reproduction a lieu entre juin et septembre. Une vache aura son premier veau entre 4 et 5 ans. Elle met bas un seul petit et peut produire jusqu'à 0,9 litre de lait par jour.
Les animaux sont élevés dans un système d'élevage extensif. Les éleveurs réalisent des transhumances, amenant les animaux jusqu'à 5 000 m d'altitude en été et les redescendent entre 2 500 et 3 500 m pour l'hiver.

## Menaces et sauvegarde
Dans les années 1990, le nombre de yack était en baisse. La raison est liée à plusieurs facteurs ː gestion des pâturages et accès à la ressource (compétition avec d'autres animaux d'élevage (bétail, chevaux)), abandon de l'élevage traditionnel par la jeune génération d'éleveurs cherchant un travail moins pénible, moins isolé et souhaitant étudier,.
La population du Merakpa est moins importante que celle du Haapa. À la fin des années 2010, la base DAD-IS annonce plus ou moins 10 000 têtes pour cette race contre environ 30 000 têtes pour le Haapa. Pour cette raison, le Merakpa reste une race vulnérable.